# エッセンシャル・フリップ&イーノ
『エッセンシャル・フリップ&イーノ』（原題：The Essential Fripp and Eno）は、ロバート・フリップとブライアン・イーノが1994年にフリップ&イーノとして発表したベスト・アルバム。

## 解説
アルバム『ノー・プッシーフッティング』（1973年）の全2曲、『イヴニング・スター』（1975年）からの2曲、それに1979年頃にレコーディングされた4部構成の未発表曲「ヘルシー・カラーズ」から成る。
Thom Jurekはオールミュージックにおいて5点満点中4.5点を付け、「ヘルシー・カラーズ」に関して「彼らの以前の作品とは根本的に異なり、よりリズミックで、デジタルのドラム・ループ、多量のサンプリング、多彩なサウンド・エフェクトや音響処理が駆使されている」「イーノとデヴィッド・バーンのコラボレーション作品『マイ・ライフ・イン・ザ・ブッシュ・オブ・ゴースツ』や、キング・クリムゾンの再結成アルバム『ディシプリン』といった、後のプロジェクトの方向性も指し示している」と評している。また、『CDジャーナル』のミニ・レビューでは、「ヘルシー・カラーズ」に関して「ミニマル・ミュージックが基本ながらも反復する軽いビートと声をコラージュしたもの」と評されている。

## 収録曲
全曲ともロバート・フリップとブライアン・イーノの共作。
1. ザ・ヘヴンリー・ミュージック・コーポレーション - "The Heavenly Music Corporation" - 21:00
2. スワスティカ・ガールズ - "Swastika Girls" - 18:38
3. ウィンド・オン・ウォーター - "Wind on Water" - 5:26
4. イヴニング・スター - "Evening Star" - 7:50
5. ヘルシー・カラーズI - "Healthy Colours I" - 5:38
6. ヘルシー・カラーズII - "Healthy Colours II" - 5:41
7. ヘルシー・カラーズIII - "Healthy Colours III" - 5:33
8. ヘルシー・カラーズIV - "Healthy Colours IV" - 5:43